# Consejo Legislativo del Estado Bolívar
El Consejo Legislativo del Estado Bolívar (CLEB), representa el Poder Legislativo en la entidad federal venezolana del mismo nombre, Su elección se realiza cada 4 años, pudiendo ser reelegidos para periodos consecutivos iguales, con la posibilidad de revocar su mandato a la mitad del periodo Constitucional.
El parlamento regional del Estado Bolívar es unicameral y está compuesto por quince (15) diputados o legisladores regionales que son electos cada 4 años, bajo un sistema mixto de representación, por un lado se eligen un grupo de diputados por lista bajo el método D'Hont a nivel estatal y por otro lado se eligen por voto directo candidatos nominales por circunscripción definida, pudiendo ser reelegidos para nuevos períodos consecutivos, y con la posibilidad de ser revocados a la mitad de su período constitucional.

## Sede
Su sede esta en la calle Concordia del centro de la ciudad capital del estado, Ciudad Bolívar.

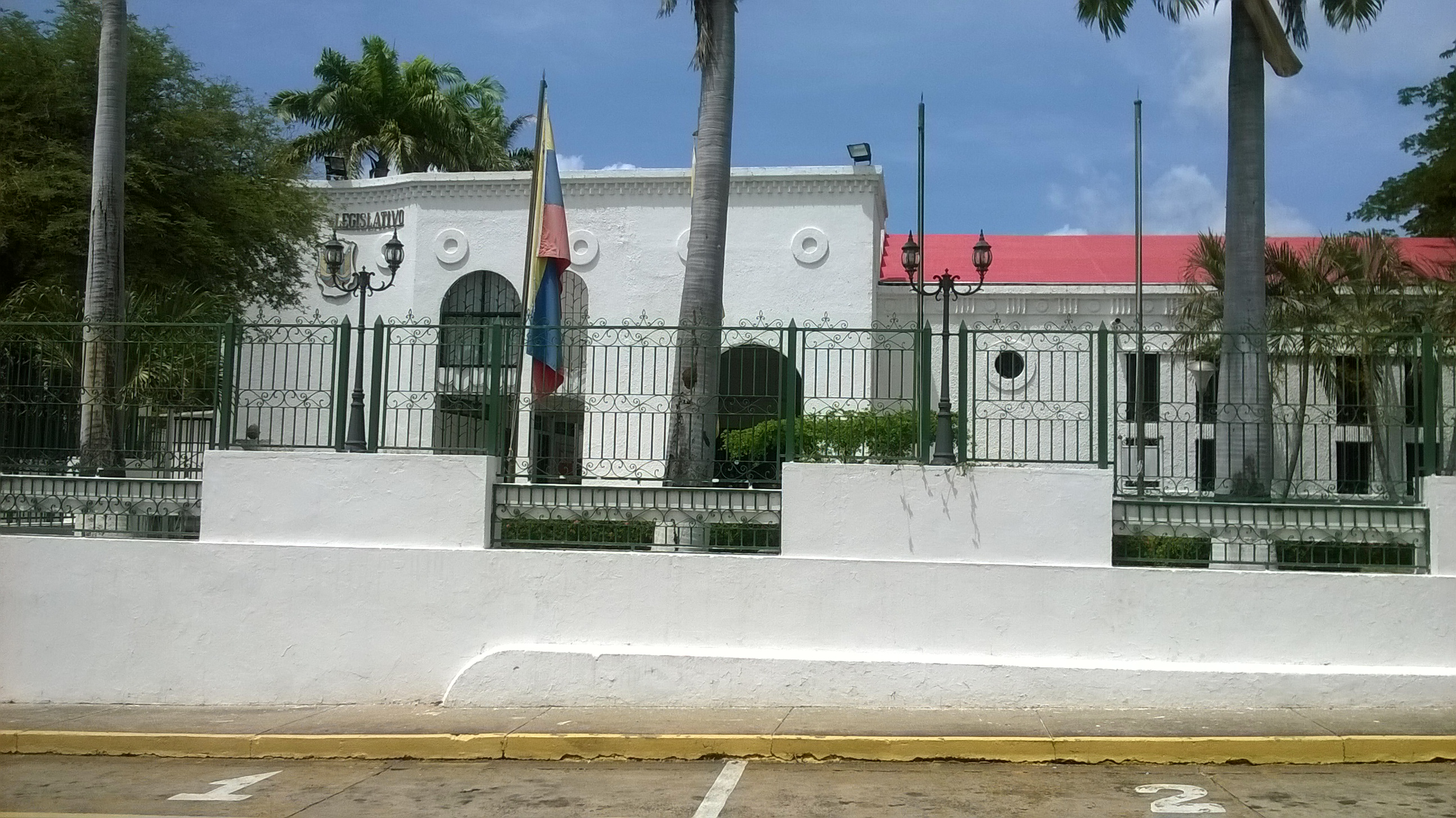
Exterior del Consejo Legislativo del Estado Bolívar.

## Funciones
La Cámara elige de su seno, una Junta Directiva integrada por un Presidente y un Vicepresidente, adicionalmente se elige a un Secretario fuera de su seno. Al igual que en la Asamblea Nacional, el Parlamento regional conforma Comisiones permanentes de trabajo que se encargan de analizar los diferentes asuntos que las comunidades plantean, ejerciendo la vigilancia de la administración del Estado con el auxilio de la Contraloría General del Estado, así como la discusión y aprobación de los presupuestos de la cámara y del poder ejecutivo.
Las funciones de los consejos legislativos regionales de Venezuela se detallan en la Ley Orgánica de los Consejos Legislativos de los Estados publicada en Gaceta Oficial de la República Bolivariana de Venezuela del 13 de septiembre de 2001

## Composición de la VI Legislatura (2021-2025) - Actual
| Alianza / Partido Político         | Alianza / Partido Político            | Diputados |
| ---------------------------------- | ------------------------------------- | --------- |
| Gran Polo Patriótico Simón Bolívar | Gran Polo Patriótico Simón Bolívar    | 11        |
|                                    | Partido Socialista Unido de Venezuela | 10        |
|                                    | CONIVE                                | 1         |
| Mesa de la Unidad Democrática      | Mesa de la Unidad Democrática         | 2         |
|                                    | Unidad                                | 2         |
| Otros                              | Otros                                 | 2         |
|                                    | Movimiento Ecológico de Venezuela.    | 1         |
|                                    | Union y Progreso                      | 1.        |

## Legislaturas Previas

### I Legislatura (2000-2004)
En las elecciones del 30 de julio de 2000, el Movimiento Quinta República obtuvo la mayoría de los escaños al conseguir 8 de 13 puestos en la legislatura regional.
| Alianza / Partido Político | Alianza / Partido Político  | Diputados |
| -------------------------- | --------------------------- | --------- |
|                            | Movimiento Quinta República | 8         |
|                            | Acción Democrática          | 4         |
|                            | Representación Indígena     | 1         |

### II Legislatura (2004-2008)
En las elecciones regionales de octubre de 2004, la coalición oficialista obtiene casi todos los escaños, salvo el escaño reservado para la representación indígena, de los cuales, Por la Democracia Social obtuvo siete escaños y el Movimiento Quinta República obtuvo cinco legisladores por voto lista. La oposición se queda sin representación parlamentaria. Estos resultados le dan una cómoda mayoría legislativa al gobernador oficialista Francisco Rangel Gómez.
| Alianza / Partido Político | Alianza / Partido Político  | Diputados |
| -------------------------- | --------------------------- | --------- |
|                            | Movimiento Quinta República | 5         |
|                            | Podemos                     | 7         |
|                            | Representación Indígena     | 1         |

### III Legislatura (2008-2012)
En las elecciones regionales realizadas el 23 de noviembre de 2008, la alianza oficialista que apoyó a Francisco Rangel Gómez mantuvo su mayoría al obtener 10 de 13 escaños. La oposición vuelve a tener representación parlamentaria, al obtener dos escaños.
| Alianza / Partido Político    | Alianza / Partido Político            | Diputados |
| ----------------------------- | ------------------------------------- | --------- |
| Polo Patriótico               | Polo Patriótico                       | 11        |
|                               | Partido Socialista Unido de Venezuela | 3         |
| UVE                           | Unidad de Vencedores Electorales      | 7         |
|                               | FIEB (Representación Indígena)        | 1         |
| Mesa de la Unidad Democrática | Mesa de la Unidad Democrática         | 2         |
|                               | Proyecto Venezuela                    | 1         |
|                               | La Causa Radical                      | 1         |

### IV Legislatura (2013-2017)
Para la IV Legislatura aumenta el número de diputados del Consejo a quince (15). En las elecciones regionales realizadas el 16 de diciembre de 2012, el Partido Socialista Unido de Venezuela y sus aliados del Gran Polo Patriótico, lograron mantener la mayoría en el parlamento regional.
| Alianza / Partido Político    | Alianza / Partido Político            | Diputados |
| ----------------------------- | ------------------------------------- | --------- |
| Polo Patriótico               | Polo Patriótico                       | 11        |
|                               | Partido Socialista Unido de Venezuela | 10        |
|                               | CONIVE (Representación Indígena)      | 1         |
| Mesa de la Unidad Democrática | Mesa de la Unidad Democrática         | 4         |
|                               | Unidad                                | 4         |

### V Legislatura (2018-2021)
En las elecciones regionales realizadas el 15 de octubre de 2017, resulta electo gobernador Justo Noguera Pietri de la alianza del Gran Polo Patriótico Simón Bolívar. Esta alianza, en las elecciones de concejos legislativos realizada el 20 de mayo de 2018, logra ganar todos los curules de la cámara, explicado principalmente por la decisión de los principales partidos políticos de la Mesa de la Unidad Democrática, opositores al gobierno de Nicolás Maduro, de no participar en las elecciones.
| Alianza / Partido Político | Alianza / Partido Político            | Diputados |
| -------------------------- | ------------------------------------- | --------- |
| Gran Polo Patriótico       | Gran Polo Patriótico                  | 15        |
|                            | Partido Socialista Unido de Venezuela | 13        |
|                            | CONIVE (Representación Indígena)      | 1         |
|                            | EEC                                   | 1         |